# Van Ypersele de Strihou

Wapen van de familie van Ypersele de Strihou

Van Ypersele, ook Van Ypersele de Strihou was een notabele familie uit Geraardsbergen en Gent, van wie leden tegen het einde van de negentiende eeuw in de Belgische erfelijke adel werden opgenomen.

## Geschiedenis
Tegen het midden van de achttiende eeuw verlegden de vier broers van Ypersele hun activiteiten van Geraardsbergen naar Gent. Het ging om:
- Antoine-François van Ypersele (° 1725), die trouwde met Isabelle de Deurwaerder († 1764). Hij werd in 1754 poorter van Gent en raadpensionaris van de schepenbank van Gedeele. In 1765 was hij redenaar in de Aalsterse vrijmetselaarsloge La Discrète Impériale.
- Jacques-François van Ypersele (° 1738), rechtsgeleerde, was secretaris, lid en schepen van Gedeele. Hij werd poorter van Gent in 1764. Hij was ook deken van de broederschap van Sint-Ivo.
- Jean-Baptiste van Ypersele (1745-1783) was advocaat en schepen van de heerlijkheid Sint-Pieters. Hij werd poorter van Gent in 1774.
- Philippe-Dominique van Ypersele, werd advocaat in Gent.

## Genealogie
- Maximilien-Ferdinand van Ypersele, x Joséphine Fraters
  - Henri-Philippe van Ypersele de Strihou (volgt hierna)
  - Raymond van Ypersele de Strihou (zie hierna)

## Henri van Ypersele de Strihou
- Henri Philippe Maximilien van Ypersele de Strihou (Dendermonde, 12 december 1839 - Brussel, 16 november 1923), burgemeester van Lippelo, werd in 1888 opgenomen in de Belgische erfelijke adel en in 1896 kreeg hij vergunning de Strihou aan de familienaam toe te voegen. Hij trouwde in Brussel in 1867 met Hermance Vandersnickt (1842-1924).
  - Charles van Ypersele de Strihou (1876-1971), trouwde in Luik in 1904 met Marthe Ancion. Hij werd luitenant-kolonel. In 1964 werd hem de titel baron verleend, overdraagbaar bij eerstgeboorte.
    - Henry van Ypersele de Strihou (1905-1973), mijningenieur, trouwde in Antwerpen in 1929 met Martha Bansa-Streiber De Kinder (1905-1994).
      - Paul van Ypersele de Strihou (1929-2020) trouwde in 1955 in Brussel met de kunsthistorica Anne Carton de Wiart (1928). Hij werd advocaat, adjunct-kabinetschef van de Belgische eerste minister. Zijn echtgenote publiceerde, soms samen met hem, onder de naam Anne van Ypersele de Strihou. Het echtpaar publiceerde samen een boek gewijd aan de geschiedenis van het Paleis van Laken.
        - Jean-Pascal van Ypersele de Strihou (1957- ), doctor in de fysica, hoogleraar aan de UCL, trouwde in Court-Saint-Etienne in 1984 met Françoise Bartiaux (1957- ). Met afstammelingen tot heden.[1]

      - Charles van Ypersele de Strihou (1933-2021) trouwde in Vorst in 1963 met gravin Noël-Marie d'Oultremont (1938- ). Hij was arts, hoogleraar aan de UCL, lid en ondervoorzitter van de Académie royale de médecine. Met afstammelingen tot heden.
      - Jacques van Ypersele de Strihou (1936- ), trouwde in Etterbeek in 1961 met Brigitte du Bus de Warnaffe (1937- ). Hij was kabinetschef van de Belgische eerste minister en van de koningen Boudewijn I en Albert II.[1] Met afstammelingen (vier dochters) tot heden.

    - Adelin van Ypersele de Strihou (1911-1996), stichter en hoofd van het reclamebureau Vanypeco, trouwde in 1932 met Marie-Thérèse Wauters (1912-2004). Ze kregen vier kinderen, met afstammelingen tot heden. In zijn jeugdjaren behoorde Adelin tot de Jeunesses nationales, geleid door Pierre Nothomb, een hevig anticommunistische beweging. Toen hij in 1928 meehielp een tentoonstelling met Sovjetpropaganda te vernielen, werd hij veroordeeld tot een maand cel met uitstel. Zijn advocaat was Henri Carton de Wiart. Adelin was een levenslange vriend van Hergé. In 1971 stichtten beiden de kunstclub 'Groupe des 12'.

## Raymond van Ypersele de Strihou
- Raymond Jean Marie Joseph van Ypersele de Strihou (Ninove, 20 maart 1843 - Elsene, 30 november 1931) trouwde in Brussel in 1868 met Joséphine Vandersnickt (1846-1943). Hij was doctor in de rechten en in de politieke en administratieve wetenschappen, en werd advocaat. Het echtpaar kreeg twee dochters en twee zoons.
  - Maximilien van Ypersele de Strihou (1870-1941) trouwde in Versailles in 1908 met Marguerite Merlin (1882-1973). Het echtpaar bleef kinderloos. Hij werd Belgisch ambassadeur. Bij zijn dood in 1941 doofde deze familietak uit.